# Egon Zacher
Egon Zacher war ein deutscher Fußballschiedsrichter.

## Sportlicher Werdegang
Der aus Berlin stammende Zacher war für einen der Vorläufer von SV Nord Wedding aktiv. und leitete ab den 1930er Jahren Partien im überregionalen deutschen Vereinsfußball sowie bei Wettbewerben von Auswahlmannschaften. So stand er mehrfach bei Spielen in der Endrunde zur deutschen Meisterschaft sowie beim 1935 erstmals ausgetragenen Tschammerpokal als Spielleiter auf dem Feld. Bei Pokalwettbewerb 1936 übernahm er die Spielleitung des Finalspiels zwischen dem VfB Leipzig und Vorjahresfinalist FC Schalke 04, das der mitteldeutsche Klub durch einen 2:1-Erfolg für sich entschied. Auch bei Gauauswahlwettbewerben pfiff er Spiele, beim Deutschen Turn- und Sportfest 1938 leitete er ebenfalls das in der Breslauer Schlesierkampfbahn ausgetragene Final. Die Mannschaft der Gauliga Ostmark setzte sich dabei mit einem 4:1-Sieg deutlich gegen die Auswahl der Gauliga Niedersachsen durch.
Im November 1942 gehört Zacher neben Peco Bauwens, Robert Beinlich, Fritz Bouillon, Helmut Fink, Albert Müller, Adolf Miesz, Alois Pennig, Wilhelm Raspel, Adolf Reinhardt, Fritz Rühle und Gerhard Schulz zu zwölf der FIFA gemeldeten deutschen Schiedsrichter für Länderspiele.
Nach dem Zweiten Weltkrieg setzte Zacher seine Schiedsrichterkarriere unter anderem in der Landesklasse Brandenburg fort. Dort leitete er 1947 das Meisterschaftsendspiel zwischen der SG Cottbus-Ost und der SGG Forst-Mitte. Bei der Meisterschaftsendrunde 1948/49 wurde ihm abermals eine überregionale Endspielleitung angetragen. Der VfR Mannheim setzte sich im Stuttgarter Neckarstadion gegen Borussia Dortmund mit einem 3:2-Sieg nach Verlängerung durch. Drei Jahre später war er nochmals Finalschiedsrichter, als er die vom VfR Schwenningen vor über 80.000 Zuschauern im Ludwigshafener Südweststadion mit einem 5:2 erfolgreich gestaltete Partie gegen den Cronenberger SC um die Deutsche Amateurmeisterschaft 1952 leitete.